# District de Hochdorf
Pour les articles homonymes, voir Hochdorf.
1798–2012
Entités suivantes :
- Arrondissement électoral de Hochdorf

Le district de Hochdorf est un ancien district du canton de Lucerne en Suisse jusqu'au 31 décembre 2012

## Communes
Le district comptait 14 communes pour une superficie de 183,95 km² et une population de 65 486 habitants fin 2009.
- Aesch
- Altwis
- Ballwil
- Emmen
- Ermensee
- Eschenbach
- Hitzkirch
- Hochdorf
- Hohenrain
- Inwil
- Rain
- Römerswil
- Rothenburg
- Schongau